# Шуйка (приток Каменки)
Шуйка — река в Рамешковском районе Тверской области России. Устье реки находится в 12 км по правому берегу реки Каменки. Длина реки составляет 22 км, площадь водосборного бассейна — 100 км².

## Данные водного реестра
По данным государственного водного реестра России относится к Верхневолжскому бассейновому округу, водохозяйственный участок реки — Волга от Иваньковского гидроузла до Угличского гидроузла (Угличское водохранилище), речной подбассейн реки — бассейны притоков (Верхней) Волги до Рыбинского водохранилища. Речной бассейн реки — (Верхняя) Волга до Куйбышевского водохранилища (без бассейна Оки).
По данным геоинформационной системы водохозяйственного районирования территории РФ, подготовленной Федеральным агентством водных ресурсов:
- Код водного объекта в государственном водном реестре — 08010100812110000003721
- Код по гидрологической изученности (ГИ) — 110000372
- Код бассейна — 08.01.01.008
- Номер тома по ГИ — 10
- Выпуск по ГИ — 0